# Le Pin (Charente-Maritime)
Le Pin is een gemeente in het Franse departement Charente-Maritime (regio Nouvelle-Aquitaine) en telt 70 inwoners (2009). De plaats maakt deel uit van het arrondissement Jonzac.

## Geografie
De oppervlakte van Le Pin bedraagt 2,5 km², de bevolkingsdichtheid is dus 28,0 inwoners per km².
De onderstaande kaart toont de ligging van Le Pin (Charente-Maritime) met de belangrijkste infrastructuur en aangrenzende gemeenten.

## Demografie
Onderstaande figuur toont het verloop van het inwonertal (bron: INSEE-tellingen).

1. ↑  Populations de référence 2022.